# Alexandre Smolenski
Alexandre Pavlovitch Smolenski (en russe : Александр Павлович Смоленский), né le 6 juillet 1954 à Moscou (RSFS de Russie, URSS) et mort le 13 octobre 2024 à Tel Aviv (Israël), est un entrepreneur et homme d'affaires, soviétique puis russe. 
Il est connu pour avoir fait partie de la « Semibankirchtchina », un groupe de sept oligarches russes qui auraient uni leurs forces pour assurer la réélection de Boris Eltsine aux élections présidentielles de 1996 en échange de droits d'influence et de préemption informels sur l'économie russe.

## Biographie
Alexandre Smolenski est le fils de Pavel Smolenski et Caroline Rudolfovna Smolenski (1919-1978), des Autrichiens ayant émigré en URSS dans les années 1930. Peu de détails sont connus sur le destin de son père. Selon Alexandre Smolenski, son grand-père était secrétaire du comité central du Parti communiste d'Autriche.
Alexandre Smolenski est diplômé de l'institut de géologie du Kazakhstan avec une spécialisation en économie. Il commence à travailler en 1974 comme typographe, puis contremaître dans différentes imprimeries. En 1980, il devient agent technique et commercial de la société de commerce moscovite Vesna. En 1981, Smolenski est accusé de vol de propriété de l'État et d'entrepreneuriat et condamné à 2 ans de privation de liberté (ou à 12 ans réduits à 2 contre sa collaboration avec le KGB selon certaines sources).
En 1983, Alexandre Smolenski est engagé comme ingénieur au complexe sportif de Moscou « Olimpiski ». En 1984, il devient chef adjoint de la direction des travaux et constructions du quartier de Moscou « Pervomaïski ».
En 1987, il dirige l'une des premières coopératives de construction à Moscou. Il fonde en 1989 la banque commerciale « Stolichny » et en devient son président. Deux enquêtes pénales contre la direction de la banque Stolichny sont ouvertes en 1993 par le bureau du Procureur général de Russie pour blanchiment d'argent obtenu par le trafic de drogues, d'armes et de matériaux radioactifs, et pour transfert frauduleux de 25 millions de dollars en Autriche. Les enquêtes sont par la suite suspendues, et Smolenski décoré de l'ordre de l'Amitié des peuples. La banque Stolichny est renommée « Stolichny bank sberejenii » (SBS en 1994 et SBS-Agro en 1997 après sa fusion avec la société de crédit Agroprombank).
Alexandre Smolenski entre en 1995 au conseil de direction de ce qui deviendra par la suite la chaîne Pervy Kanal.
En 1996, il entre dans la composition du conseil pour l'activité bancaire auprès du gouvernement de Russie. En avril de la même année, il devient président de la direction de SBS-AGRO Bank International Macedonia A.D, et en avril 2001, membre du conseil d'administration d'AKB Tsentralnoe O.V.K.
En juin 2003, Alexandre Smolenski a déclaré à la presse qu'il se retirait des affaires, et que son fils représenterait désormais les intérêts des actionnaires du groupe bancaire OBK. Il était membre du conseil d'administration de la banque jusqu'à sa fusion en 2009 avec « Vostochny Ekspress Bank ».

### Vie privée
Alexandre Smolenski est marié à Galina Nikolaïevna Smolenskaïa, née en 1959 à Djamboul. Leur fils Nikolaï (né en 1980) était jusqu'en 2013 le propriétaire du constructeur de voitures de sport britannique TVR.